# Шевченкове (Звенигородський район)
Шевче́нкове (до 1929 — Кирилівка, Керелівка) — село в Україні на Придніпрянській височині у Звенигородському районі Черкаської області, центр Шевченківської сільської громади. Населення — 2802 чоловік (3 802 у 1972 році).
Розташоване за 22 км від районного центру — міста Звенигородки та за 35 км від залізничної станції Городище на лінії Київ — Дніпро. Село розташоване на вододілі річок Вільшанки, яка впадає у Дніпро, та Гнилого Тікича, води якого течуть до Південного Бугу.
Територія Шевченкового заселялася з давніх-давен. Про це свідчать виявлені поблизу села кургани скіфських часів.

## Історія
Перша згадка про Керелівку зустрічається в історичних джерелах 1618 року. На карті України складеній в середині XVI століття французьким інженером Бопланом між Вільшаною і Лисянкою зазначені «Керелів ліс» і поселення. Поблизу з південного сходу на північний захід пролягав Чорний шлях.
До наших днів дійшло кілька переказів про засновника села. Одна з легенд розповідає, що був козак Кирило, який першим оселився на узліссі біля річки. Місце було зручне, з усіх сторін захищене лісами і пагорбами. Поруч почали селитися інші люди, так утворилося поселення. За адміністративним поділом 16 століття село входило Брацлавського повіту.
У XVII столітті село Керелівка входило до Корсунського полку Гетьманщини.

### XVIII століття
Заселення його проходило досить швидко. На початку XVIII століття більшість земель Смілянського повіту, до якого належала Кирилівка, була власністю польських магнатів Яблоновських. З 1741 року тут уже налічувалося 130 дворів та мешкало понад 900 осіб. Майже 350 осіб записувалося в інвентарні реєстри та люстрації "козаками". Серед відомих козаків Керелівки був Іван Шевченко, рідний дід поета Тараса Шевченка.
1768 року, під час великого антифеодального повстання, відомого під назвою Коліївщина, по Чорному шляху через Боровикове, Тарасівку, Звенигородку рухалися повстанські загони Максима Залізняка, Семена Неживого. До останнього, що йшов на Лисянку, приєдналися кріпаки з Керелівки та сусідньої Тарасівки.

### XIX століття

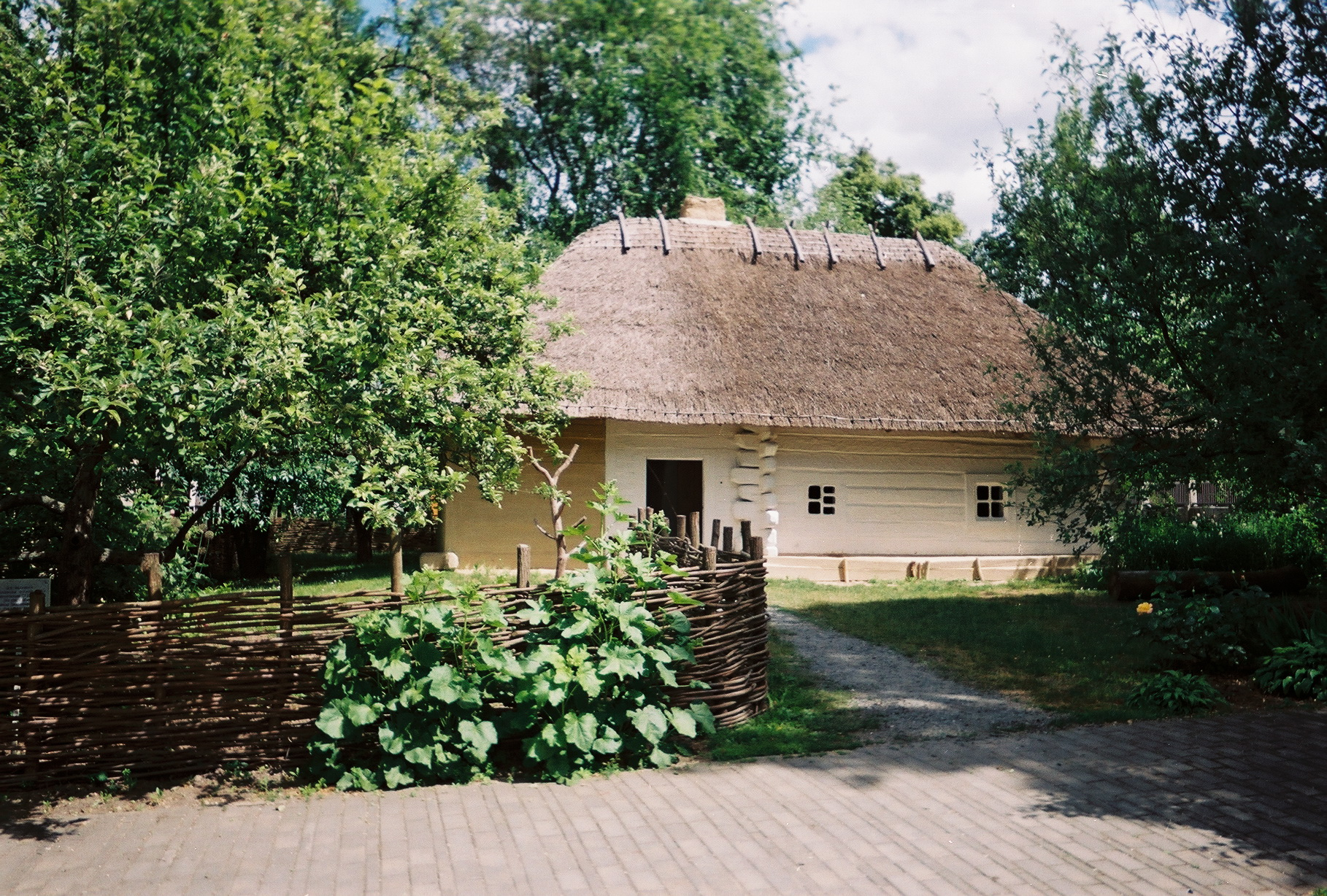
Реконструкція батьківської хати Т. Г. Шевченка

Могила Григорія Шевченка, батька Т. Г. Шевченка, в центрі села

Після окупації і приєднання Правобережної України до Росії, Кирилівка ввійшла до Звенигородського повіту і разом із навколишніми селами дісталася генерал-губернаторові псковському і смоленському В. В. Енгельгардту, а з 1828 року — його сину Павлу, в якого Тарас Шевченко служив козачком.
Поміщик був повним господарем кріпаків. У селі й донині живуть нащадки російської сім'ї Соколових, яку Енгельгардт виміняв за породисту собаку. Аж із Смоленщини був вивезений досвідчений коваль Єгор Соколов із сином Ярофеєм. На початку XIX століття у поміщицькому маєтку працювало 68 дворових слуг, значна частина яких прибула з російських губерній. Щотижня селяни мали працювати по три дні на панщині, щороку здавати панові 2 — 5 курей, платити податки.
На 1845 рік в усіх кирилівських маєтках, до яких належало ще декілька навколишніх сіл, з 1520-ти дворів налічувалося тяглових 203, піших — 1038, огородників — 137, бобилів — 142. Усі селянські двори мали 132 коней, в той час як поміщик — 200.
1848 року в Кирилівці сталося заворушення. Кріпаки відмовилися відбувати панщину. Справа дійшла до генерал-губернатора. У списку бунтарів визначено організаторів — С. Боровиченка та братів Гнатенків.
За офіційними даними в 1852 році в селі проживало 2973 ревізійних душ.
Про важку долю кріпаків Т. Г. Шевченко розповідає у своєму вірші «І виріс я на чужині», написаному в роки свого заслання:
…Страх погано
У тім хорошому селі:
Чорніше чорної землі
Блукають люди; повсихали
Сади зелені, погнили
Біленькі хати, повалялись,
Стави бур'яном поросли.
Село неначе погоріло,
Неначе люди подуріли,
Німі на панщину ідуть
І діточок своїх ведуть!…
У 1855 році син Павла Енгельгардта збанкрутів і продав свій маєток Валерію Еразмовичу Фліорковському. На цей час тут було 5508 десятин землі, існували винокуренний і цегельний заводи. Підприємства були невеликі, кустарні. Винокуренний завод мав потужність 250 пудів добового затору і існував до 70-х років 19 століття.
У 1860 році в селі відкрито парафіяльну школу, в якій навчалися 34 хлопчики.
На час реформи 1861 року у 476 дворах Кирилівки проживало 1190 ревізійних душ. Після реформи у борги потрапив і Фліорковський. 1871 року він продав маєток графу Воронцову за 155 тисяч карбованців. У 1880 році власником маєтку став український підприємець Михайло Іванович Терещенко.
Основна маса селян була неписьменною. 1882 року українофіли-ліберали — професор Київського університету О. Ф. Кістяківський та інші спробували на пожертвування відкрити в селі двокласну школу. Справа тягнулася три роки, але міністр внутрішніх справ заборонив її відкривати.. Лише 1896 року почала вона працювати, але навчались у ній лише діти заможних селян і духівництва. При ній було створено хоровий колектив, який у своєму репертуарі мав багато народних пісень, виконував твори Т. Г. Шевченка. Для бідняків двокласна і чотирикласна (відкрита у 1911 році) школи були недоступні через високу плату за навчання, або небажання платити за навчання

### XX століття

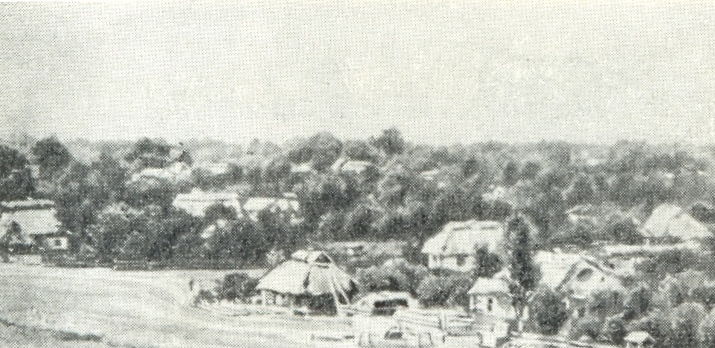
Стара Кирилівка. Світлина 1912 року

На початку 20-го століття у селі діяли 12 вітряків, 3 торговельні лавки. У маєтку поміщика було 3 095 десятин землі, лише в основній кирилівській економії працювали 50 наймитів. Селянам належало 2236 десятин землі. На кожну з 868 сімей, які складалися з 8—12 осіб, припадало по 2—2,5 десятини. Всі непридатні землі належали селянам.
Навесні 1905 року в Кирилівці почалися масові виступи селян. Коли прийшов час проривати буряки, полільниці відмовилися йти на роботу до поміщика. На початку другої половини травня натовп з 700 осіб прийшов до економії. Люди випрягали коней і волів, припинили роботу. 24 травня зібралося близько 1000 осіб, співали «Марсельєзу» та інші революційні пісні. Незабаром до села прибув ескадрон Переволочиського полку, викликаний для розправи з непокірними. Заворушення продовжувались і в наступні роки.
В 1908 році в селі на місці хати батьків Т.Шевченка встановили млинове колесо з написом «Тут була хата Т. Г. Шевченка», а у 1914 році селяни посадили пам'ятний дуб на садибі Тарасового брата Йосипа. Того ж року на гроші, зібрані діячами культури Києва, в тому числі письменником І. С. Нечуєм-Левицьким і студентською молоддю, викуплено садибу батьків Шевченка. Вона стала доступною для багатьох відвідувачів, що вже тоді прибували сюди з різних місць.
У роки столипінської реформи поглибилося класове розшарування на селі. Через безземелля на початку 20-го століття до Казахстану і Сибіру виїхало 40 сімей. За даними 1912 року з 791 двора 162 володіли до 1 десятини землі, 427 господарств від 1 до 3 десятин. 306 господарств не мали робочої худоби, а 242 були без реманенту.
З початком першої світової війни близько 500 жителів села було мобілізовано, майже сто із них загинули.

#### УНР
Життя села та околиці в період національно-визвольних змагань, становлення та діяльності українських урядів, є майже недослідженим. Невідомі також політичні настрої селян, їх участь у суспільно-політичних процесах які відбувалися в Центральній Україні.
З історії села, написаної в часи радянської влади, відомо, що на початку лютого 1918 року в Кирилівці встановлено Радянську владу, що аж ніяк не може відповідати дійсності.
За цією ж історією в березні село було окуповане австро-німецькими військами а у першій половині лютого 1919 року село захопили частини 6-го і 7-го Сумських полків Червоної Армії. Наприкінці серпня 1919 року в село ввійшли війська генерала Денікіна. 2 січня 1920 року селом заволоділи частини 45-ї дивізії Червоної армії.
26 січня 1920 року у село увійшла Волинська дивізія Армії УНР, що перебувала у Першому зимовому поході. 28 січня відбулася урочиста панахида коло пам'ятника Т. Г. Шевченка з військовим парадом у присутності великої кількості населення. Було сформовано кінний імені гетьмана Івана Мазепи полк.

#### Перші роки радянської влади
Село постраждало внаслідок геноциду українського народу, проведеного окупаційним урядом СРСР 1923—1933 та 1946–1947 роках.
На початку 1921 року Кирилівка стала волосним центром.
Восени 1922 року кирилівські бідняки організували три артілі: Першу Демківську, «Колосок» та імені Карла Маркса. Перша Демківська об'єднувала 10 родин і мала 35 десятин землі, «Колосок» — 68, імені Карла Маркса — 59 десятин. У 1925 році остання злилася з Першою Демківською. 1925 року всі артілі об'єднували 29 господарств, мали 172 десятини землі, 6 плугів, 13 борін, 2 сівалки, молотарку, 46 голів великої рогатої худоби. На той час в Кирилівці налічувалося 1453 двори, з них 42 заможних, 234 середняцьких, 1177 бідняцьких, які володіли 4360 десятинами землі. 97 осіб займалося ремеслом.
Протягом 20-х років помітні зрушення відбулися в галузі народної освіти. Для дітей бідняків товариство «Кобзар» відкрило літню школу, яка працювала з 15 квітня по 15 жовтня. Крім основних наук, вивчалось столярство і чоботарство. Створене за ініціативою інтелігенції села товариство «Кобзар» займалось також впорядкуванням садиби Шевченка, спорудженням його пам'ятника. Вищу початкову школу (колишню чотирикласну) з вересня 1920-го року перетворено в єдину трудову семирічну школу. 1918 року в селі відкрито вчительську семінарію, яка з серпня 1920 року стала педагогічною школою, а з 1922 року — педкурсами імені Т. Г. Шевченка. В педагогічній школі навчалося понад 150 учнів. Одночасно з нею працювала соціально-економічна школа, пізніше ці навчальні заклади об'єдналися. При школах працювали музичний і драматичний гуртки, хоровий колектив, що налічував 55 співаків. У 1923 році педагогічну школу переведено до м. Корсуня, а в її приміщенні відкрито загальноосвітню семирічну школу та сільський клуб.
1922 року в селі постала громада Української автокефальної православної церкви. До 1926 року у храмі служив священник, скульптор, мистецтвознавець Василь Іщенко.

Пам'ятник-погруддя Кобзаря

У березні 1924 року, на відзнак 110-х роковин з дня народження Т. Г. Шевченка на садибі його батьків встановлено погруддя Кобзаря.
Протягом 1928—1929 років в Кирилівці, крім існуючих двох артілей створено 5 ТСОЗів, які восени 1929 року об'єдналися в колгосп «Червоний партизан». До нього ввійшло 1080 господарств. В цьому ж році на пустирі було упорядковано парк. Протягом наступних двох років побудовано 4 зерносховища і стайні, закладено молодий фруктовий сад, плодорозсадник.
11 березня 1929 року на засіданні райвиконкому і сільської ради за участю голови ВУЦВКу Г. І. Петровського було прийнято рішення про перейменування села з Кирилівки у Шевченкове.
В 1931 році в селі відкрито гідромеліоративний технікум.
У 1932 році від «Червоного партизана» відокремилась артіль «Ударник», а 1934 року — імені Якіра (згодом «Червона Зірка»). 1934 року у господарстві «Червоний партизан» налічувалося 125 коней, 80 голів великої рогатої худоби, 165 свиней. Також в 1932 році в центрі села споруджено новий корпус сільськогосподарського технікуму. На той час це була перша в республіці школа, яка ставила за мету підготувати фахівців колгоспного виробництва. В селі працювала середня, семирічна та початкова школи, де 1000 дітей навчали 44 вчителі.
З 1935 року на садибі Т. Г. Шевченко розгорнулося будівництво літературно-меморіального музею, яке закінчилося 1939 року.
За 1938 рік в селі було побудовано понад сто нових будівель. У житла та шкільні приміщення, установи проведено електроенергію.
В передвоєнні часи шевченківські колгоспи мали 3542 га землі, 9 автомашин, 20 жаток, комбайн, 235 голів великої рогатої худоби, 358 коней, 507 свиней.

#### Друга світова війна

Обеліск Слави

В липні 1941 року село було окуповане німецькими військами. Село було знову перейменоване у Кирилівку. Понад 500 мешканців села відправлено до Німеччини. В ніч на 1 лютого 1944 року село Шевченкове визволили частини 180-ї стрілецької дивізії 2-го Українського фронту. В селі перебував штаб 2-го Українського фронту на чолі з генералом армії І. С. Конєвим. На садибі, де розміщувався штаб, тепер встановлено пам'ятний монумент.
835 шевченківців воювали на фронтах другої світової війни, 402 з них загинули, 256 нагороджені орденами і медалями СРСР. На пам'ять про їх подвиги в центрі села споруджено обеліск Слави.

#### Повоєнні роки
З перших днів після визволення почала працювати лікарня. Відновили роботу середня і початкова школи, сільськогосподарський технікум, сільська бібліотека, музей Т. Г. Шевченка. У 1945 році проведено перший повоєнний випуск 10 класу, а в 1946 році — технікуму.
1951 року три шевченківські артілі об'єдналися в одну — імені Щорса.
В 1957 році у центрі села встановлено бронзовий монумент Т. Г. Шевченка (робота М. П. Олійника і М. К. Вронського). Поряд з пам'ятником споруджено будинок культури із залом на 650 місць, нові приміщення сільради, правління колгоспу, аптеки. Споруджено нові корпуси гідромеліоративного тухнікуму, школи-інтернату. Громадський центр села зведено за проєктом архітектора Г. С. Панька.
1958 року в село від Ватутінської ТЕЦ проведено лінію електропередач.
У березні 1963 року артіль імені Щорса перейменовано в «Шевченківський край».
За 1958—1970 роки в селі споруджено 25 капітальних приміщень ферм, гаражів, майстерень, будинків для тваринників, водонапірні башти, обладнано їх новими механізмами, підведено електроенергію. В 1971 році у колгоспі працювало 32 автомашини, 36 тракторів. 19 комбайнів.
Станом на 1972 рік у селі працювала лікарня із стаціонаром на 50 ліжок, амбулаторія, фізіотерапевтичний кабінет, рентген кабінет, пологове відділення. Хворих обслуговувало 70 медичних працівників. В селі працювало дві загальноосвітні школи та школа-інтернат, де навчалося 1500 дітей. При місцевій середній школі з 1961 року працювала філія Звенигородської музичної школи. 5 бібліотек села мали загальний фонд у 50 тисяч книг.

Так виглядала скульптура «Тарас Малює»

Бронзовий пам'ятний знак-скульптура «Тарас малює» був встановлений при в'їзді у с. Шевченкове з боку с. Вільшана 1988 року. Авторами скульптури є архітектор Михайло Барановський та скульптор Анатолій Кущ. В серпні 2016 року пам'ятний знак було викрадено.
Також, з іншого боку, при в'їзді до села з боку села Будище та селища Шампанія мандрівників зустрічає пам'ятник «…я пас ягнята за селом…». Маленький Тарас спирається на палицю, а поруч ягнятко. Таке собі нагадування подорожнім, що в цьому селі в сім'ї кріпака зростав геніальний поет, прозаїк, художник, фольклорист, етнограф, громадський діяч Тарас Григорович Шевченко. Автор пам'ятника — український скульптор Анатолій Кущ. Фрагмент пам'ятника (фігуру ягняти та палиця, на яку спирався пастушок) у ніч із 26 на 27 березня 2015 року викрадено невідомими.

## Населення
Згідно з переписом УРСР 1989 року чисельність наявного населення села становила 2963 особи, з яких 1494 чоловіки та 1469 жінок.
За переписом населення України 2001 року в селі мешкали 2802 особи.

### Мова
Розподіл населення за рідною мовою за даними перепису 2001 року:
| Мова       | Відсоток |
| ---------- | -------- |
| українська | 99,43 %  |
| російська  | 0,50 %   |
| білоруська | 0,04 %   |
| вірменська | 0,04 %   |

## Сучасність
У селі функціонують Шевченківський навчально-виховний комплекс, до складу якого входять ЗОШ I—III ступенів та дошкільна установа «Тарасик», Шевченківська спеціалізована школа-інтернат з поглибленим вивченням предметів гуманітарно-естетичного профілю Черкаської обласної ради та ВСП Шевченківський коледж Уманського національного університету садівництва, Будинок культури, (художні самодіяльні колективи носять почесне звання народних), дільнична лікарня, музей Т. Г. Шевченка, церква Іоана Богослова (ПЦУ).

## Відомі люди

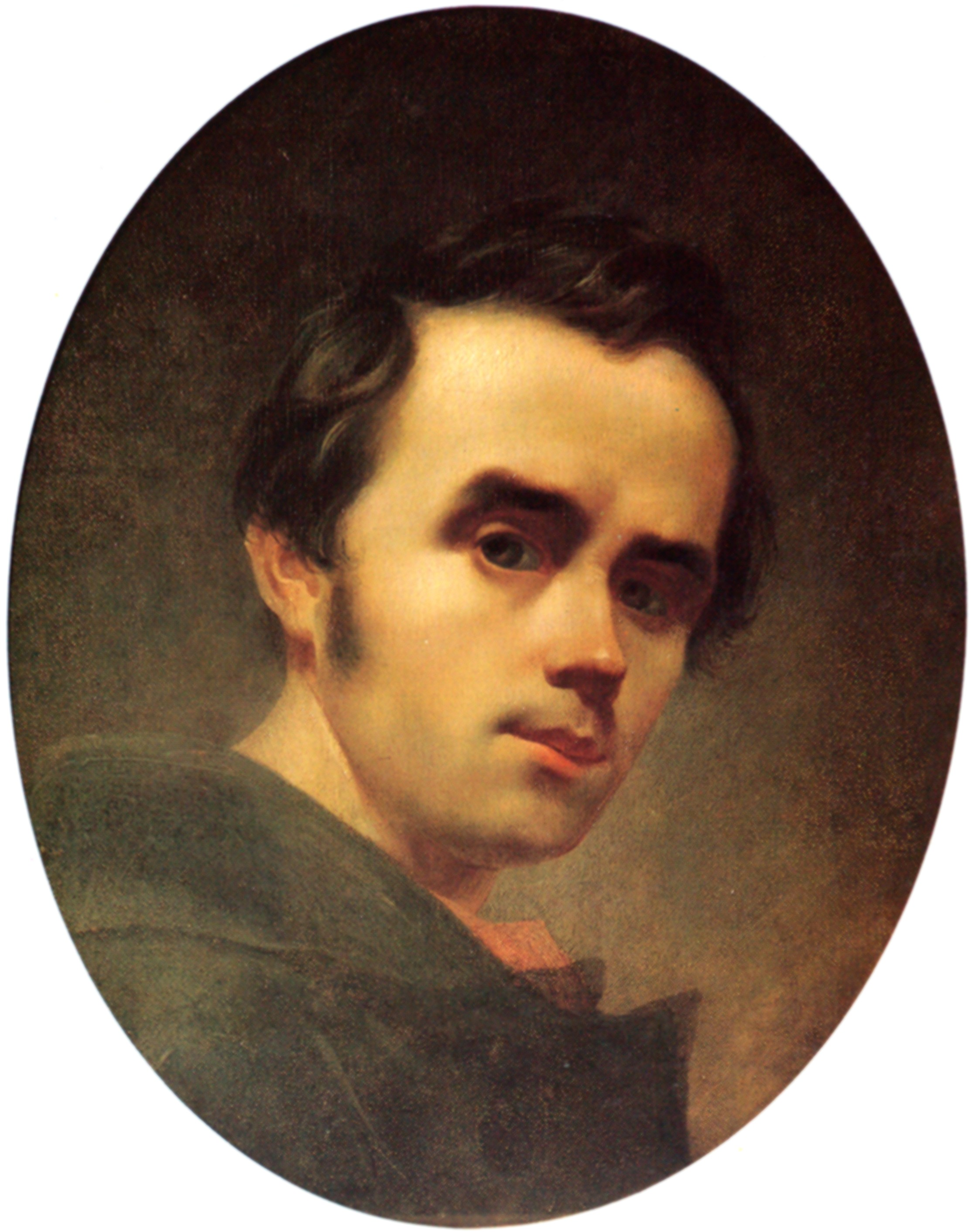
Тарас Шевченко

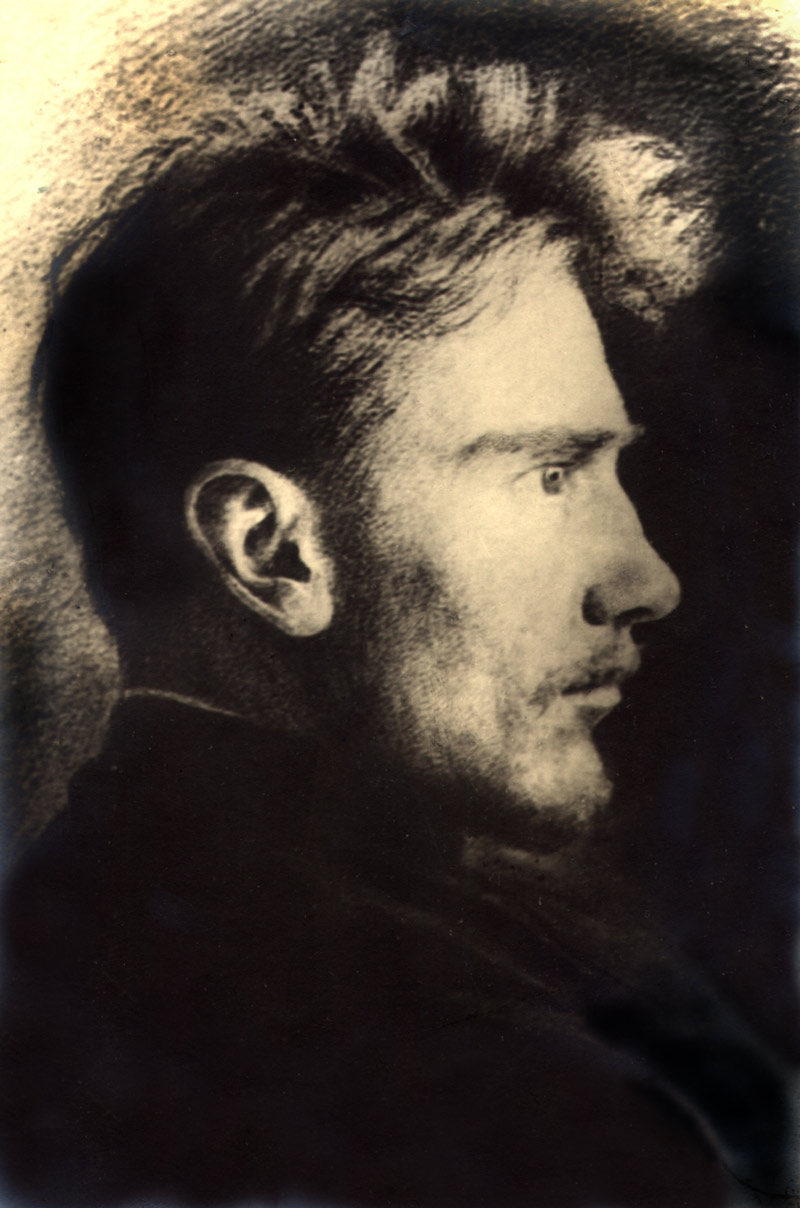
Григорій Дядченко

У Кирилівці пройшли дитячі роки Тараса Шевченка.
В селі народились:
- Олексій Омелянович Білан — доктор технічних наук;
- Бойко Віктор Анатолійович — старшина машинно-технічного забезпечення, 34-й батальйон територіальної оборони «Батьківщина» Збройних сил України. Кавалер ордена «За мужність» ІІІ ступеня.
- Володимир Федорович Волович (1935—2009), правознавець, професор Томського університету;
- Дядченко Григорій Кононович — художник-реаліст;
- Скляр Григорій Михайлович — Герой Радянського Союзу;
- Пилипенко Анатолій Терентійович — хімік-аналітик, академік АН УРСР, доктор хімічних наук, завідувач кафедри хімії і аналізу рідкісних елементів (1961—1975), декан хімічного факультету Київського національного університету імені Т. Шевченка;
- І. А. Шевченко — Заслужений учитель України;
- Г. П. Шевченко — Заслужений учитель України;
- М. П. Сокирко — композитор, хоровий диригент (сільський хор під його керівництвом славився по всій Україні);
- Б. К. Іщенко — вчитель, народознавець;
- М. І. Садова — Заслужений учитель України, кандидат педагогічних наук;
- В. І. Засідатель — поет, композитор;
- Кошиць Павло Олексійович (Порай-Кошиць) (1863—1904) — оперний і камерний співак (тенор), педагог, батько Ніни Кошиць, двоюрідний брат Олександра Кошиця;
- Кошиць Ніна Павлівна (справжнє прізвище — Порай-Кошиць) (1892—1965) — оперна та камерна співачка (сопрано) і педагог;
- Л. Д. Терещенко — директор Шевченківської загальноосвітньої школи-інтернату, Заслужений вчитель України;
- С. М. Ткаченко — поет, член Національної спілки письменників України;
- В. П. Пономаренко — композитор, співак;
- А. О. Савченко — поет, художник, народний вчитель;
- Т. В. Гулак — режисер, співачка, очолювала драматичний гурток, працювала директором музею Т. Г. Шевченка;
- А. А. Різник — співак;
- М. М. Дойнеко — народний умілець, роботи якого відомі за межами України;
- Різниченко Федір Петрович — український художник;
- В. І. Бойко — кандидат хімічних наук, декан біологічного факультету Брестського національного університету ім. О. Пушкіна (м. Брест, Білорусь);
- М. С. Слободяник — завідувач кафедри неорганічної хімії, декан хімічного факультету КНУ ім. Т. Шевченка (1997—2007 рр..), доктор хімічних наук, професор, член-кореспондент НАН України;
- В. Г. Бойко — поет, художник, автор 8 збірок. Член ССПУ (Спілка Слов'янських Письменників України)
- похований Дядченко Сергій Петрович (1979—2017) — старший сержант Збройних сил України, учасник російсько-української війни.